# Arquidiócesis de Guiyang
La arquidiócesis de Guiyang o de Kweyang (en latín: Archidioecesis Coeiiamensis y en chino tradicional, 天主教貴陽總教區; en chino simplificado, 天主教贵阳总教区) es una circunscripción eclesiástica de la Iglesia católica en China. Se trata de una arquidiócesis latina, sede metropolitana de la provincia eclesiástica de Guiyang. Desde el 8 de septiembre de 2014 su arzobispo es Paul Xiao Ze-jiang, aunque para el Anuario Pontificio está vacante desde el 14 de julio de 1966. La Asociación Patriótica Católica China redujo y renombró a la arquidiócesis a diócesis de Guiyang en fecha no precisada, luego, en 1999 le anexó y suprimió la diócesis de Nanlong y la prefectura apostólica de Shiqian, sin asentimiento de la Santa Sede.

## Territorio y organización
La arquidiócesis tiene 100 000 km² y extiende su jurisdicción sobre los fieles católicos de rito latino residentes en parte de la provincia de Guizhou.
La sede de la arquidiócesis se encuentra en la ciudad de Guiyang (Kouy-yang-fou), en donde se halla la Catedral de San José.
La arquidiócesis tiene como sufragánea a la diócesis de Nanlong.
En 1950 en la arquidiócesis existían 30 parroquias.

## Historia
Con la erección de la diócesis de Macao en 1576 la provincia de Kweichow (o Kouy-Tcheou), como toda China, pasó bajo la jurisdicción de esta diócesis. En 1659, con la erección de los vicariatos apostólicos, a François Pallu, de las Misiones Extranjeras de París, se le confió, como administrador la provincia de Kweichow, siendo primero vicario apostólico de Tonkín y luego, a partir de 1680, de Fokien. Finalmente, con motivo de la erección de la diócesis de Nankín (10 de abril de 1690), la nueva sede episcopal fue confiada a la evangelización de Kweichow.
En el momento de la erección de las diócesis de Pekín y de Nankín, el 24 de abril de 1690, por el papa Alejandro VIII, Guizhou formaba parte de esta última diócesis.
El vicariato apostólico de Kweichow (Guizhou) fue erigido el 15 de octubre de 1696 con el breve E sublimi Sedis del papa Inocencio XII, obteniendo el territorio de la diócesis de Nankín (hoy arquidiócesis), por lo que fue colocado entre los vicariatos apostólicos no dependientes de Pekín, Nankín o Macao. Sin embargo, en 1715, Claude de Visdelou, vicario apostólico de Kuichou, vio claramente que se encontraba en la absoluta imposibilidad de hacerse cargo de la provincia, y cedió la misión de Guizhou a Johannes Müllener, vicario apostólico de Sechuan (Sichuan o Sutchuen) (hoy diócesis de Chengdu).
Guizhou fue evangelizada por misioneros de Sichuan durante los siglos XVIII y XIX. En esa época, la Iglesia de Sichuan produjo varios catequistas itinerantes (i.e., misioneros indígenas) gracias a un sistema de formación bien organizado. Desde 1774, la evangelización estuvo a cargo de Jean-Martin Moyë, provicario de Sechuan Oriental (futura arquidiócesis de Chongqing), y Benedicto Sen, un misionero sichuanés. En 1798, Lorenzo Fu Shï-lu, un sacerdote, también sichuanés, construyó en Guiyang una pequeña iglesia para la comunidad católica de unas 100 personas, que se convirtió posteriormente en la Catedral de San José.
El 27 de marzo de 1846 el vicariato apostólico de Kweichow (Guizhou) fue restaurado en virtud del breve Ex debito del papa Gregorio XVI, recuperando el territorio del vicariato apostólico de Szechwan.
El 16 de febrero de 1922 cedió una parte de su territorio para la erección de la prefectura apostólica di Lang-Long (hoy diócesis de Nanlong) mediante el breve Quae catholico del papa Pío XI.
El 3 de diciembre de 1924 tomó el nuevo nombre de vicariato apostólico de Kweiyang en virtud del decreto Vicarii et Praefecti de la Congregación de Propaganda Fide.
El 23 de marzo de 1932 cedió otra parte de su territorio para la erección de la misión sui iuris de Shihtsien (hoy prefectura apostólica Shiqian) mediante el breve Vicariatus apostolici del papa Pío XI.
El 11 de abril de 1946 el vicariato apostólico fue elevado a arquidiócesis metropolitana con la bula Quotidie Nos del papa Pío XII.
El Partido Comunista de China se impuso en la guerra civil, ocupó Guiyang y proclamó la República Popular China el 1 de octubre de 1949. El 4 de septiembre de 1951 China comunista expulsó al nuncio apostólico Antonio Riberi y la Santa Sede continuó reconociendo a la República de China en Taiwán como el legítimo gobierno chino. Todos los misioneros extranjeros fueron expulsados de China comunista en 1952, entre ellos el arzobispo francés Jean Larrart.
La Asociación Patriótica Católica China fue creada con el apoyo de la Oficina de Asuntos Religiosos de la República Popular de China en 1957, con el objetivo de controlar las actividades de los católicos en China. Su nombre público es Iglesia católica china y es referida como la "Iglesia oficial" en contraposición a la "Iglesia subterránea" o "Iglesia clandestina" leal a la Santa Sede.
En el período de 1966 a 1976 la Revolución Cultural se ensañó especialmente contra la religión, destruyéndose numerosas iglesias y cesaron todas las actividades religiosas en la arquidiócesis. A principios de la década de 1980 la arquidiócesis reanudó sus operaciones.
En 1999 el gobierno chino y la conferencia episcopal "oficial" unieron sin asentimiento de la Santa Sede las diócesis patrióticas de Guiyang, Nanlong y Shiqian (ex prefectura apostólica) en un único distrito eclesiástico (llamado "diócesis de Guizhou") encabezado por la ciudad de Guiyang, capital de la provincia de Guizhou.
El 8 de septiembre de 2007 Paul Xiao Zejiang fue ordenado obispo coadjutor con derecho de sucesión, siendo ordinario de la diócesis de Guizhou Anicetus Wang Chongyi. La ordenación de Xiao Zejiang recibió la aprobación de la Santa Sede.
El 22 de septiembre de 2018 se firmó en Pekín el Acuerdo provisional entre la Santa Sede y la República Popular de China sobre el nombramiento de los obispos. El 22 de octubre de 2020 el acuerdo fue prorrogado por otros dos años y en octubre de 2022 por otros dos años más.
Debido a la situación particular de la Iglesia católica en China, la Santa Sede no nombra obispos para las diócesis chinas, que son sedes oficialmente vacantes incluso en presencia de obispos reconocidos por Roma.

## Estadísticas
Según el Anuario Pontificio 2002 la arquidiócesis tenía a fines de 1950 un total de 24 713 fieles bautizados.
| Año                                                                             | Población            | Población | Población      | Sacerdotes | Sacerdotes    | Sacerdotes    | Bautizados por sacerdote | Diáconos permanentes | Religiosos | Religiosos | Parroquias |
| Año                                                                             | Bautizados católicos | Total     | % de católicos | Total      | Clero secular | Clero regular | Bautizados por sacerdote | Diáconos permanentes | Varones    | Mujeres    | Parroquias |
| ------------------------------------------------------------------------------- | -------------------- | --------- | -------------- | ---------- | ------------- | ------------- | ------------------------ | -------------------- | ---------- | ---------- | ---------- |
| 1950                                                                            | 24 713               | 7 000 000 | 0.4            | 77         | 77            |               | 320                      |                      |            | 33         | 30         |
| Fuente: Catholic-Hierarchy, que a su vez toma los datos del Anuario Pontificio. |                      |           |                |            |               |               |                          |                      |            |            |            |

## Episcopologio
Vicariato apostólico de Kuichou
- Carlo Giovanni Turcotti, S.I. † (1701-15 de octubre de 1706 falleció)
- Claude de Visdelou, S.I. (12 de enero de 1708-11 de noviembre de 1737 falleció)[nota 1]
  - Sede suprimida (1715-1846)[nota 2]
- Étienne-Raymond Albrand, M.E.P. † (13 de agosto de 1846-22 de abril de 1853 falleció)
- Louis-Simon Faurie, M.E.P. † (1853-21 de junio de 1871 falleció)
- François-Eugène Lions, M.E.P. † (22 de diciembre de 1871-24 de abril de 1893 falleció)
- François-Mathurin Guichard, M.E.P. † (24 de abril de 1893 por sucesión-21 de octubre de 1913 falleció)
- François-Lazare Seguin, M.E.P. † (21 de octubre de 1913 por sucesión-3 de diciembre de 1924 nombrado vicario apostólico de Kweyang)

Vicariato apostólico de Kweyang
- François-Lazare Seguin, M.E.P. † (3 de diciembre de 1924-11 de septiembre de 1942 falleció)
- Jean Larrart, M.E.P. † (13 de septiembre de 1942 por sucesión-11 de abril de 1946 nombrado arzobispo)
  - Sede vacante

Arquidiócesis de Kweyang
- Jean Larrart, M.E.P. † (11 de abril de 1946-14 de julio de 1966 falleció)
  - Sede vacante

Arquidiócesis de Guiyang
- - Chen Yuan-cai † (15 de junio de 1958 consagrado-?) (obispo oficial)
  - Augustine Hu Da-guo † (1987-17 de febrero de 2011 falleció) (obispo clandestino)
  - Anicetus Andrew Wang Chong-yi † (4 de diciembre de 1988 consagrado-8 de septiembre de 2014 renunció)[nota 3]
  - Paul Xiao Ze-jiang, por sucesión el 8 de septiembre de 2014